# 豪斯米爾 (密蘇里州)
豪斯米爾（英語：Howes Mill）是位於美國密蘇里州登特縣的非建制地區。

## 歷史
豪斯米爾的郵局於1859年設立，其後於1957年停運。

## 地理
豪斯米爾所處的海拔為高於海平面420米（即1378英呎），而該地所採用的時區為UTC-6，即北美中部時區（CST）。同時該地設有夏令時間，為UTC-6調快一小時，即UTC-5（CDT）。